# Тиморский варан
Тиморский варан (лат. Varanus timorensis) — вид ящериц из семейства варанов.

## Описание

### Внешний вид
Максимальная длина тела с хвостом до 60 сантиметров. Окраска верхней стороны тела варьирует у разных особей: чаще всего от серой до чёрной, с серией белых или желтоватых пятен и глазков с более тёмной серединой, иногда образующих сетчатый рисунок. Лапы пятнистые, хвост серо-чёрный с кольцами из беловатых чешуй. В сечении хвост практически круглый, без гребня.

### Распространение и места обитания
Населяет север Австралии, Тимор и южную часть Новой Гвинеи.

### Образ жизни
Древесное животное, охотится в основном на ветвях и стволах деревьев, изредка спускаясь для этого на землю.
Питается насекомыми, гекконами и другими мелкими животными. Убежищем служат дупла деревьев.